# 법기천
법기천(法基川)은 경상남도 양산시 동면 법기리의 법기계곡에서 발원하여 법기저수지를 거치고 용천대를 거쳐 남서방향으로 유하하다가 임기천, 송정천 등이 차례로 유입되고 유하 방향을 남쪽으로 전환하여 회동수원지에서 철마천이 합류되고 이후 중하류지역인 동천교 부근에서 석대천이 합류되고 동래구 안락동 부근에서 금정산에서 발원하여 도심을 가로지르는 온천천이 합류되며 수영강으로 흘러드는 하천이다.